# Chicago Booth School of Business
La Chicago Booth School of Business (plus communément appelée Chicago Booth, ou simplement Booth) est l'école de management de l'université de Chicago. Booth est une des écoles de management les plus réputées au monde et a produit plus de lauréats du prix Nobel d'économie que toute autre école, n'étant devancée que par l'université de Cambridge pour le nombre total de prix. Anciennement connue sous le nom de University of Chicago Graduate School of Business, Chicago Booth est la deuxième plus ancienne école de management des États-Unis, et la première école de ce type à avoir offert un programme d'Executive MBA. L'école fut renommée en 2008 à la suite d'un don de 300 millions de dollars par David G. Booth, de la promotion 1971. Booth dispose du troisième fonds de dotation le plus élevé au monde parmi les écoles de management.
Le campus de l'école se trouve dans le quartier de Hyde Park à Chicago, sur le campus principal de l'université de Chicago. Booth dispose également de campus supplémentaires à Londres et en Asie (Singapour à l'origine, mais un déménagement à Hong Kong fut annoncé en juillet 2013),, ainsi que dans le centre de Chicago sur le Magnificent Mile. En plus d'offrir des programmes de MBA et d'Executive MBA, l'école conduit de nombreuses recherches, entre autres dans les domaines de la finance, de l'économie, du marketing analytique et de la comptabilité. Renommée comme étant parmi les meilleures écoles de management américaines et mondiales, le programme de MBA de Booth est actuellement classé à la première place mondiale selon The Economist et Forbes et partage la troisième place avec la Kellogg School of Management et devant la Harvard Business School selon le classement du U.S. News & World Report.

## Historique

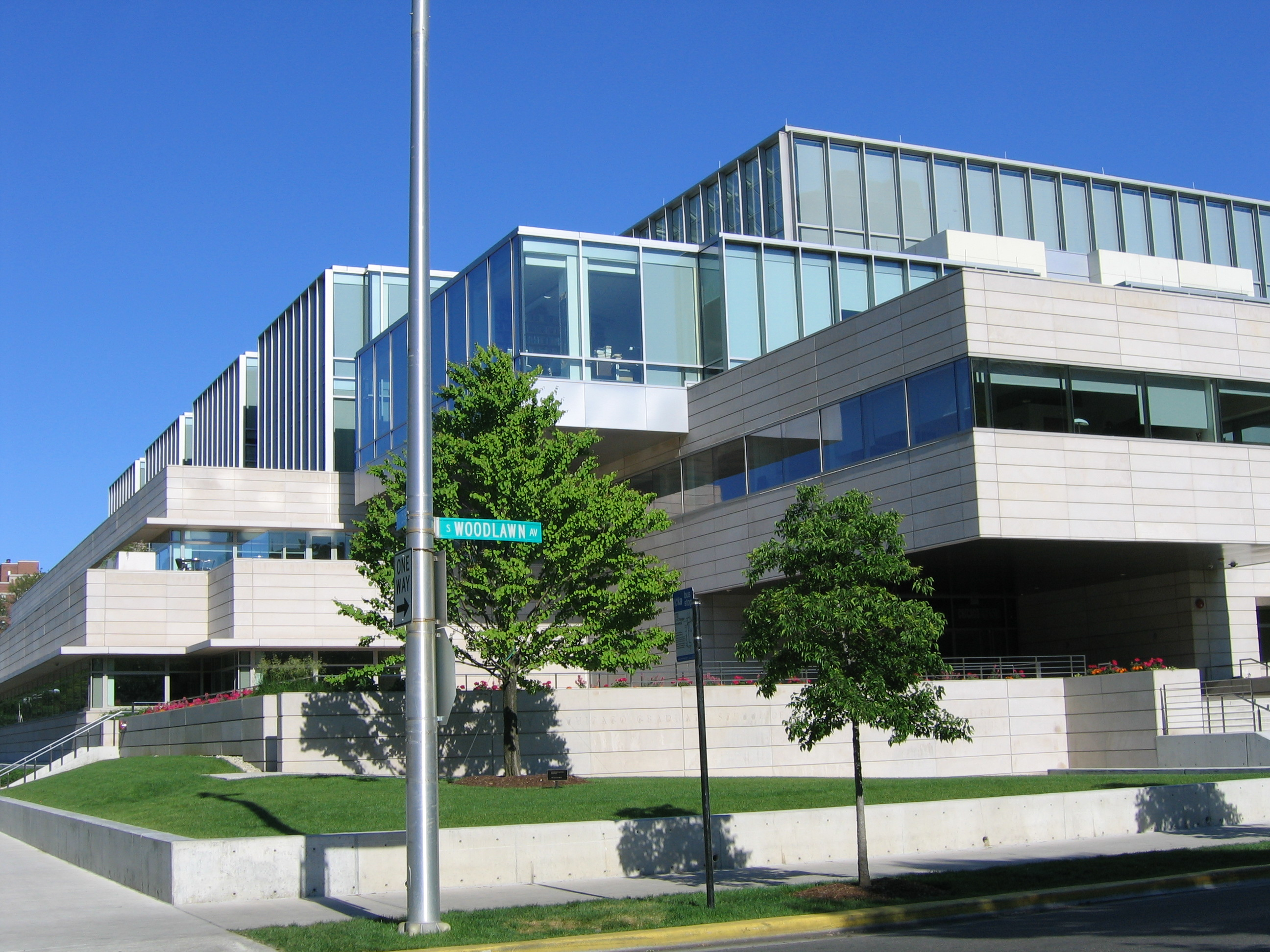
La Business School de l'université de Chicago.

L'histoire de la Chicago Booth School of Business remonte à 1898, lorsque James Laurence Laughlin, membre du corps enseignant de l'université de Chicago, privatise le College of Commerce and Politics, avec comme principes fondateurs « scientific guidance and investigation of great economic and social matters of everyday importance ». L'institution n'a offert que des programmes de premier cycle (undergraduate) jusqu'en 1916, lorsque des programmes de master et de doctorats furent introduits.
En 1916, l'école est renommée École de Commerce et d'Administration (School of Commerce and Administration). Six ans plus tard, en 1922, l'école offre son premier programme de doctorat. En 1932, l'école est rebaptisée École de Commerce (School of Business), et c'est en 1935 qu'elle offre pour la première fois un programme de Master of Business Administration (MBA). C'est aux alentours de cette époque que l'école décide de se concentrer uniquement sur des programmes de deuxième cycle (graduate programs), et les programmes de premier cycle sont abandonnés en 1942. En 1943, l'école lance le premier programme de Executive MBA au monde. Elle fut renommée Graduate School of Business (ou plus communément GSB) en 1959, un nom qu'elle gardera jusqu'au don de 300 millions $ de David G. Booth (MBA 1971) en 2008.
| Nom                                             | En fonction |
| ----------------------------------------------- | ----------- |
| Henry Rand Hatfield                             | 1902–1904   |
| Francis W. Shepardson                           | 1904-1906   |
| C.E. Merriam                                    | 1907-1909   |
| Leon C. Marshall                                | 1909–1924   |
| William H. Spencer                              | 1924–1945   |
| Garfield V. Cox                                 | 1945–1952   |
| John E. Jeuck                                   | 1952–1955   |
| W. Allen Wallis                                 | 1956–1962   |
| George P. Shultz                                | 1962–1969   |
| Sidney Davidson                                 | 1969–1974   |
| Richard N. Rosett                               | 1974–1982   |
| John P. Gould                                   | 1983–1993   |
| Robert S. Hamada                                | 1993–2001   |
| Edward A. "Ted" Snyder                          | 2001–2010   |
| Sunil Kumar                                     | 2011-2016   |
| Madhav V. Rajan (Interim de Douglas J. Skinner) | 2017-       |

Durant la deuxième moitié du XXe siècle, l'école de commerce joua un rôle décisif dans le développement de l'École de Chicago, une école de pensée économique appartenant à la vision libérale de l'économie, généralement associée au libre marché et au monétarisme ainsi qu'à une opposition au keynésianisme, notamment grâce aux interactions du corps enseignant et des étudiants avec les membres du très influent département d'économie de l'université de Chicago. Parmi les autres innovations attribuables à cette école, on peut citer le premier programme de PhD (équivalent américain de « docteur en philosophie ») en commerce (1920), la fondation du premier journal économique académique (1928), le premier programme d'Executive MBA (1943) et le premier programme « week-end » de MBA (1986),. Les étudiants de cette école ont également fondé la National Black MBA Association (1972), et c'est également la seule école de commerce américaine à disposer de campus permanent sur 3 continents : Amérique du Nord (1898), Europe (1994) et Asie (2000).

## Campus
À Chicago, Booth dispose de deux campus: le Charles M. Harper Center à Hyde Park, où sont donnés les cours de MBA à temps plein et les programmes de PhD, et le Gleacher Center dans le centre de Chicago, où sont donnés les cours du soir, du week-end et le programme d'Executive MBA. Chicago Booth dispose également d'un campus à Londres, face au Guildhall, et d'un campus à Hong Kong.

## Programmes académiques

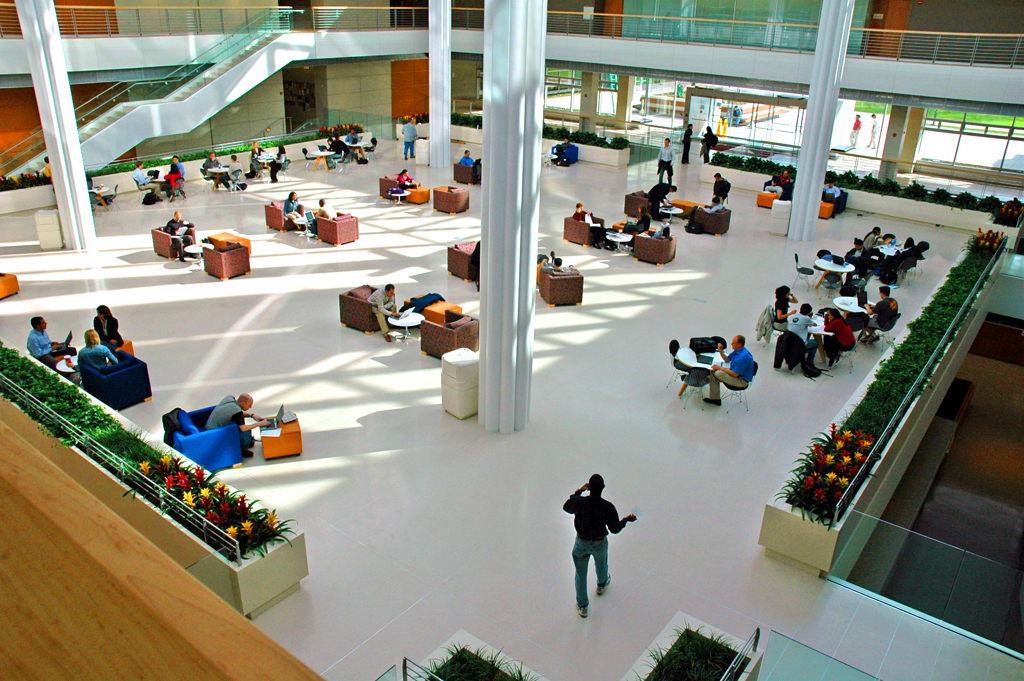
Intérieur de la Chicago Booth School of Business

Chicago Booth offre des programmes à temps plein (Full Time), à temps partiel (Part Time) en soirée et durant le week-end, et d'Executive MBA. L'université est également renommée pour former de nombreux futurs universitaires, avec ses programmes de AM et de PhD dans des domaines variés.

### Le MBA
Le programme principal de la Chicago Booth est son MBA à temps plein (Full Time). Environ 550 à 600 élèves intègrent chaque année ce programme d'élite qui fait partie des meilleurs MBA mondiaux. Il occupe actuellement la première place aux États-Unis, conjointement avec le MBA de la Harvard Business School, selon le U.S. News & World Report. La sélection à l’entrée s’opère de manière classique. Tout d’abord, le candidat doit remplir un dossier avec lettres de recommandation, parcours scolaire et professionnel détaillés, rédaction d’essais et scores du GMAT (et du TOEFL pour les non-anglophones). La deuxième partie de la sélection se fait sur entretien.
Le programme est basé sur la personnalisation du parcours personnel. Un seul cours est obligatoire pour tous les étudiants du MBA : le LEAD (Leadership Effectiveness and Development). Ce cours a pour but de développer les compétences en matière de communication, présentation orale et écrite des étudiants. Tous les autres cours sont à la carte. Les étudiants doivent suivre 20 cours pour être diplômés et peuvent en prendre jusqu'à 11 parmi les 7.500 cours dispensés au sein de toutes les facultés de l’université de Chicago.

### Spécialisations
Les étudiants des programmes de Full Time MBA, Executive MBA et Part Time MBA peuvent se concentrer dans un domaine parmi les 14 proposés par l'école.

### Centres de recherche et d'apprentissage
L'école promeut la recherche à travers ses centres de recherche et instituts, parmi lesquels on peut trouver:
- Accounting Research Center
- Applied Theory Initiative
- Center for Decision Research
- Center for Population Economics
- Center for Research in Security Prices
- Chicago Energy Initiative
- Fama-Miller Center for Research in Finance
- George J. Stigler Center for the Study of the Economy and the State
- Initiative on Global Markets
- Michael P. Polsky Center for Entrepreneurship and Innovation
- The Becker Friedman Institute for Research in Economics
- James M. Kilts Center for Marketing
- Rustandy Center for Social Sector Innovation

## Classements
En 2019, The Economist place le MBA à temps plein de Chicago Booth à la première place mondiale, une place que le magazine britannique lui a également attribuée en 2018 et de 2012 à 2016. Le magazine U.S. News & World Report place actuellement Chicago Booth en troisième position parmi les écoles de commerce américaines (ex-aequo avec la Northwestern Kellogg et devant la Harvard Business School). U.S. News place également en première place le programme Executive MBA de Booth, et son programme à temps partiel en deuxième position. En 2020, le Financial Times place Booth à la dixième place mondiale et sixième place américaine.
Le MBA de la Chicago Booth School of Business fait partie des plus réputés du monde :
| Palmarès MBA                       | Palmarès MBA | Palmarès MBA |
| Nom                                | Monde        | National     |
| ---------------------------------- | ------------ | ------------ |
| Forbes (2019)                      | 1            | 1            |
| The Economist (2019)               | 1            | 1            |
| Bloomberg Businessweek (2019-2020) | 4            | 4            |
| QS (2020)                          | 8            | 5            |
| Financial Times (2020)             | 10           | 6            |
| DAUR rankings (2020)               | 7            | 6            |
| U.S. News (2021)                   | 3            | 3            |

## Personnalités issues de Chicago Booth

### Membres du corps enseignant
Booth compte 177 professeurs, parmi lesquels les lauréats du prix Nobel Eugene Fama et Richard Thaler, et le lauréat du prix MacArthur Kevin M. Murphy. Les économistes de renom John H. Cochrane, Luigi Zingales, Roman L. Weil et Raghuram Rajan, ainsi que Austan Goolsbee, ancien président du Council of Economic Advisers, sont professeurs au sein de Booth.

### Alumni
Chicago Booth compte environ 49.000 anciens élèves et plus de 60 associations d'alumni à travers le monde. Parmi ceux-ci, on peut citer Satya Nadella, Jon Corzine, Rosalind Brewer et Todd Young.

## Publications

### Chicago Booth Review
La Chicago Booth Review est un magazine consacré à la recherche en management, avec une attention particulière pour les recherches menées par le corps professoral de Chicago Booth. En plus de couvrir les dernières avancées en finance, sciences comportementale, économie, entrepreneuriat, comptabilité, marketing et autres sujets liés au management, le magazine publie régulièrement des essais rédigés par des membres du corps enseignant de Booth et d'autres universitaires. Le magazine est publié plusieurs fois par semaine en ligne, et chaque trimestre en version papier.
La Chicago Booth Review est la plus récente des initiatives prises par Chicago Booth pour faire partager ses recherches à un public externe. En 1960, l'école commence à publier la série Selected Papers, un recueil d'articles écrits par des membres du corps enseignant, ainsi que des extraits de leurs discours. En 1997, Booth lance Capital Ideas, un journal à part entière et consacré aux recherches scientifiques de ses professeurs. Ces initiatives ont progressivement évoluées en un magazine trimestriel, relancé en 2016 sous le nom de Chicago Booth Review.